# Фламмер, Эрнст Хельмут
Эрнст Хельмут Фламмер (нем. Ernst Helmuth Flammer; род. 15 января 1949, Хайльбронн) — немецкий композитор.

## Биография
Изучал во Фрайбургской Высшей школе музыки контрапункт и теорию музыки у Петера Фёртига, музыковедение у Ханса Эггебрехта, композицию у Клауса Хубера, Пауля Хайнца Дитриха и Брайана Фернихоу. В 1980 г. защитил диссертацию, посвящённую композиционным аспектам политически ангажированной музыки (на примере, в частности, Луиджи Ноно и Ханса Вернера Хенце). Преподавал в Троссингенской школе музыки (1980—1981) и Фрайбургском университете (1982—1985), в 1985—1987 гг. художественный руководитель фестиваля «Ансамблия» в Мёнхенгладбахе, в 1993—2003 гг. — фестиваля современной фортепианной музыки в Хайльбронне. С 2003 г. преподаёт в Дрезденской Высшей школе музыки.
Среди основных произведений Фламмера — оратория «Строительство вавилонской башни» (нем. Der Turmbau zu Babel; 1983) и другая хоровая музыка, скрипичный и виолончельный концерты. В 1988 году Фламмер попал в поле зрения общественности в ходе скандального лондонского концерта 30 ноября, когда виолончелист Симфонического оркестра BBC Тимоти Хью в знак протеста против предусмотренных композитором нетрадиционных способов звукоизвлечения, небезопасных для дорогих инструментов, в финале бросил на пол взятую на замену дешёвую виолончель и растоптал её ногами, приведя в недоумение слушателей, вынужденных гадать, входило ли это в замыслы композитора.